# Grupo ND
O Grupo ND é um conglomerado de mídia brasileiro sediado em Florianópolis, SC. Foi criado em 2019 a partir da cisão das empresas catarinenses do Grupo RIC, criado em 1987 pelo empresário Mário Gonzaga Petrelli. Fazem parte do grupo o jornal Notícias do Dia, de onde vem sua sigla, além de 7 emissoras de TV, uma revista e um portal de notícias, totalizando 10 veículos.

## Ativos

### Televisão
- NDTV
  - NDTV Florianópolis
  - NDTV Blumenau
  - NDTV Chapecó
  - NDTV Criciúma
  - NDTV Itajaí
  - NDTV Joinville
- Record News SC

### Mídia impressa
- Notícias do Dia